# Kanal 9
Kanal 9 è un canale televisivo svedese della Warner Bros. Discovery. Si rivolge alla fascia di età 25-59, leggermente più anziana rispetto al canale gemello Kanal 5. Il canale è stato lanciato il 25 febbraio 2007. Nella serata di apertura ha trasmesso la 79ª edizione degli Academy Awards. La programmazione è composta da serie drammatiche, film, sport e documentari.